# 155-й истребительный авиационный полк
155-й истребительный авиационный полк — воинское подразделение Вооружённых Сил СССР в Великой Отечественной войне.

## История
155-й истребительный авиационный полк сформирован в период с 20.09.1940 г. по 20.11.1940 г. в Ленинградском Военном округе (г. Пушкин) на самолётах И-16 за счёт 166-го и 159-го резервных авиаполков. Вошёл в состав 39-й истребительной авиадивизии ВВС ЛВО.
В составе действующей армии с 22.06.1941 по 06.12.1941.
На 22.06.1941 года базировался на аэродромах Городец и Пушкин. На вооружении полка состояли 27 И-16, однако всего 16 лётчиков.
С первого дня войны участвовал в боевых вылетах в Карелии.
27.06.1941 прибыл под Петрозаводск, имея в составе 33 самолёта И-16, где вошёл в состав 55-й смешанной авиационной дивизии.
Основной задачей полка было прикрытие бомбардировщиков, входящих в состав 55-й смешанной авиационной дивизии. В июне-июле 1941 года это был район Корписелькя, Лоймола.
Осенью 1941 перевооружён самолётами ЛаГГ-3.
23.11.1941 выведен из состава 7-й армии, и вероятно, направлен под Москву, поскольку в приказе о присвоении гвардейского звания фигурирует именно Москва.
В Карелии «в сложных метеорологических условиях, при двойном и тройном численном превосходстве противника сбил 37 самолётов и сжёг на земле 4 самолёта, штурмовыми действиями уничтожил более 100 автомашин с пехотой и грузом, до 400 человек пехоты, 5 артиллерийских батарей, 10 зенитных точек. Полк надёжно прикрывал бомбардировочную и разведывательную авиацию, не допустил при сопровождении самолётов потерь их от атак вражеских истребителей»
За образцовое выполнение боевых задач и проявленные при этом мужество и героизм в оборонительных сражениях под Москвой приказом Народного комиссара обороны СССР No. 349 от 06.12.1941 года полк был преобразован в 3-й гвардейский истребительный авиационный полк, таким образом став одним из первых четырёх истребительных подразделений ВВС СССР, получивших гвардейское звание.

## Подчинение
| Дата            | Фронт (округ)    | Армия               | Корпус | Дивизия                                 | Примечания    |
| --------------- | ---------------- | ------------------- | ------ | --------------------------------------- | ------------- |
| 22.06.1941 года | Северный фронт   | -                   | -      | 39-я истребительная авиационная дивизия | -             |
| 01.07.1941 года | Северный фронт   | -                   | -      | 55-я смешанная авиационная дивизия      | -             |
| 10.07.1941 года | Северный фронт   | -                   | -      | 55-я смешанная авиационная дивизия      | -             |
| 01.08.1941 года | Северный фронт   | 7-я армия           | -      | 55-я смешанная авиационная дивизия      | -             |
| 01.09.1941 года | Карельский фронт | -                   | -      | 55-я смешанная авиационная дивизия      | -             |
| 01.10.1941 года | -                | 7-я отдельная армия | -      | 55-я смешанная авиационная дивизия      | -             |
| 01.11.1941 года | -                | 7-я отдельная армия | -      | 55-я смешанная авиационная дивизия      | до 23.11.1941 |
| 01.12.1941 года | -                | -                   | -      | -                                       | нет данных    |

## Командиры
- Шпак Даниил Савельевич, майор, с ??.??.???? по 06.12.1941

## Отличившиеся воины полка
| Награда | Ф. И. О.                       | Должность              | Звание           | Дата | Примечания                                      |
| ------- | ------------------------------ | ---------------------- | ---------------- | ---- | ----------------------------------------------- |
|         | Виноградов Василий Григорьевич | Военный комиссар полка | старший политрук | ??   | таран самолёта 18.07.1941 (награждён посмертно) |